# Parafia Ścięcia św. Jana Chrzciciela w Górze Świętego Jana

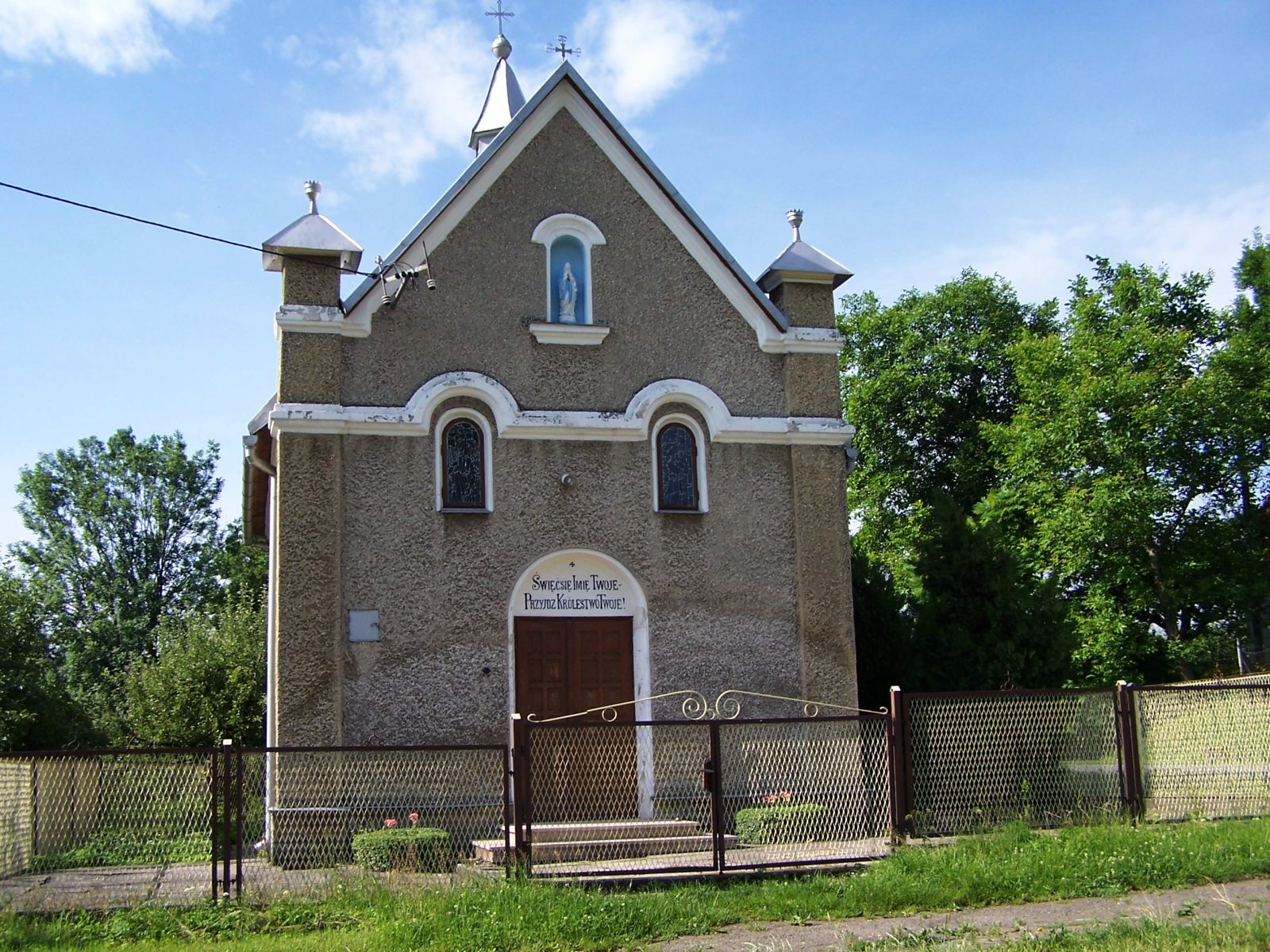
Kaplica w Zegartowicach

Parafia pw. Ścięcia Świętego Jana Chrzciciela w Górze Świętego Jana – parafia rzymskokatolicka znajdująca się w diecezji tarnowskiej w dekanacie Tymbark. Erygowana w XII wieku. Swoim zasięgiem obejmuje wsie: Góra Świętego Jana, Zegartowice, Mstów i Krzesławice.
Siedziba parafii mieści się w Górze Świętego Jana, pod numerem 90. Parafia ma jedną filię - kaplicę w Zegartowicach.
Prowadzą ją księża diecezjalni. Obecnie proboszczem jest ks. Kazimierz Nawalaniec.
Odpust parafialny obchodzony jest w niedzielę przed lub po 24 czerwca (uroczystość narodzenia św. Jana Chrzciciela) oraz w niedzielę przed lub po 29 sierpnia (wspomnienie ścięcia św. Jana Chrzciciela).

## Historia
Pierwsza wzmianka o parafii w Górze Świętego Jana pochodzi z 1238, kiedy to właściciele wsi - Gryffinowie, ufundowali na jej terenie parafię, której siedzibą miał być niezachowany do dzisiejszych czasów kościółek. Istnieją przypuszczenia, że jego założycielami byli benedyktyni z klasztoru w Tyńcu, ale równie prawdopodobne jest, że powstał w okresie działalności misyjnej śś. Cyryla i Metodego w X wieku. Kościół ten uległ zniszczeniu w 1241, prawdopodobnie na skutek najazdu Mongołów. Na jego miejscu wybudowano nowy, również drewniany.
Od roku 1298, przez kolejne 500 lat do parafii należał Szczyrzyc.
W 1798 roku ordynariusz tarnowski biskup Florian Janowski zniósł parafię w Górze Świętego Jana i przemianował ją na filię parafii Cystersów w Szczyrzycu. 15 listopada 1885 spłonął ostatni drewniany kościół we wsi. W latach 1907–1913 wzniesiono zachowaną do dziś świątynię murowaną.
W 1935 biskup Franciszek Lisowski podjął decyzje o przywróceniu Górze Świętego Jana praw parafii i oddał ją pod opiekę księży diecezjalnych.

## Kościół
Życie duchowe parafii skupia się wokół kościoła pw. Ścięcia św. Jana Chrzciciela w Górze Świętego Jana, wzniesionego w latach 1907–1913.
Filią parafii jest również murowana kaplica pw. św. Józefa w miejscowości Zegartowice. Zbudowana została w XVIII wieku na terenie dawnego dworu. Obchodzi się tu odpust, przypadający w dniu 19 marca, w liturgiczne wspomnienie Patrona. Liturgia sprawowana jest raz z miesiącu.